# Tim Barsky
Tim Barsky er en amerikansk musiker fra Boston, Massachusetts. Han er udsprunget fra miljøet i San Francisco Bay Area og er beatboxer-instrumentalist, dramatiker og cirkusartist. Han er dimitteret fra Brown University med en grad i islamisk og jødiske religiøse studier. Han har også studeret ved Berklee College of Music og ved den chasidiske folkemindeforsker og arkivist Fishel Bresler.